# Etayo
Etayo település Spanyolországban, Navarra autonóm közösségben. Etayo Olejua, Oco, Piedramillera, Sorlada, Mués, Los Arcos, Villamayor de Monjardín és Legaria községekkel határos. Lakosainak száma 70 fő (2024).

## Népesség
A település népessége az elmúlt években az alábbi módon változott:
| Lakosok száma | 90   | 93   | 84   | 84   | 80   | 79   | 70   | 58   | 65   | 70   |
|               | 2001 | 2004 | 2007 | 2009 | 2012 | 2014 | 2017 | 2019 | 2022 | 2024 |